# Moyawance
Moyawance (Moyaons, Moyowance).- jedna od lokalnioh skupina Conoy Indijanaca sa sjeverne obale rijeke Potomac. Glavno istoimeno naselje nalazilo se blizu Broad Creeka. Prema Johnu Smithu Moyowance su imali oko 100 ratnika (ukupno 400), i moguće da su ogranak Piscatawaya, s kojima postaju Calvertovi saveznici protiv virginijskog trgovca William Claibornea i Susquehanna Indijanaca.